# Київська область
Ки́ївська о́бласть (Київщина) — область на Півночі України. Обласний центр — місто Київ — адміністративно до її складу не входить.
Площа області — 28 131 км² (4,66 % території України, 8-ма за цим показником у країні), населення станом на кінець 2022 року становить 1,8 млн осіб.
Розташована в басейні середньої течії Дніпра, більшою частиною на Правобережжі. На сході межує з Чернігівською і Полтавською, на південному сході та півдні з Черкаською, на південному заході — з Вінницькою, на заході — з Житомирською областями України, на півночі — з Гомельською областю Республіки Білорусь.
Київська область була утворена 27 лютого 1932 року.
В області налічується 7 районів, 69 об'єднаних територіальних громад, 489 старостинських округів, 26 міст, 30 селищ, загалом 1182 населених пунктів. Північну частину області площею близько 2 тис. км² займає Чорнобильська зона відчуження. Місто Славутич — ексклав Київської області на території Чернігівської області. Селище міського типу Коцюбинське — ексклав Київської області на території міста Києва.

## Географія
Поверхня області — горбиста рівнина із загальним нахилом до долини Дніпра. За характером рельєфу ділиться на три частини. Північна частина зайнята Поліською низовиною (висота до 198 м). Лівобережжя займає Придніпровська низовина з розвиненими річковими долинами. Південно-західна частина зайнята Придніпровською височиною — найбільш розчленованою і піднятою частиною області з абсолютними висотами до 273 м.

### Мінеральні ресурси
Виявлені і розробляються переважно мінеральні будівельні матеріали: граніти, гнейси, каолін, глини, кварцові піски. Є невеликі поклади торфу. Є джерела мінеральних радонових вод (Миронівка, Біла Церква).

### Клімат
Клімат помірно континентальний, м'який, з достатнім зволоженням. Середня температура січня −6 °C, липня +19,5 °C. Тривалість вегетаційного періоду 198—204 дні. Сума активних температур поступово збільшується з Півночі на Південь від 2500 до 2700°. За рік на території області випадає 500—600 мм опадів, головним чином влітку.

### Річки
Київщина має густу річкову мережу (177 річок завдовжки понад 10 км). Найважливіша водна артерія — Дніпро (довжина його в межах області — 246 км), його головні притоки — Прип'ять, Тетерів, Ірпінь, Рось (праві); Десна і Трубіж (ліві). На території області — Київське водосховище і частина Канівського водосховища (створені на Дніпрі). Усього в області — 13 водосховищ і понад 2000 озер[джерело?].

### Ґрунти
На півночі поширені дерново-підзолисті, у долинах річок — дерново-глеєві, лучні й болотні ґрунти. У центральній частині під лісами — опідзолені чорноземи, темно-сірі і світло-сірі лісові ґрунти; у південних районах — глибокі малогумусні чорноземи. На Лівобережжі зустрічаються лучно-чорноземні, лучні солонцюваті, солончакові і болотні солончакові ґрунти.
Загальна площа лісового фонду області — 675,6 тис. га. Для північної частини території області характерні масиви хвойних і змішаних лісів, значні площі різнотравно-злакових луків і заболочені ділянки. На півдні переважають широколистяні ліси (дуб, граб, ясен, вільха, липа), кущі й луки. Область розташована у межах двох природних зон: змішаних лісів (Київське Полісся) і лісостепової. На півночі області переважають недреновані перезволожені і заболочені, поліські алювіально-зандрові і терасні, на півдні — луково-степові височинні розчленовані і терасні, а також лісостепові височинні розчленовані природно-територіальні комплекси. В області — 77 територій і об'єктів природно-заповідного фонду (загальна площа — 80,3 тис. га), у тому числі Дніпровсько-Тетерівське і заліське заповідно-мисливські господарства, 7 заказників (Дніпровсько-Деснянський, Звонківський, Жорнівський, Іллінський, Усівський тощо), пам'ятник природи (урочище Бабка), дендропарк «Олександрія» (Біла Церква).

## Історія
9 лютого 1932 року 4 сесія ВУЦВК 12 скликання видала постанову «Про утворення обласних виконавчих комітетів на території УРСР». Відповідно до цієї постанови на території України, утворені 5 областей, у тому числі й Київська. До утвореної 27 лютого 1932 року Київської області увійшли такі 100 адміністративно-територіальних одиниць: 98 районів (Андрушівський, Базарський, Баранівський, Барашівський, Баришівський, Бахмацький, Березнянський, Білоцерківський, Бобровицький, Богуславський, Бориспільський, Бородянський, Борознянський, Брусилівський, Буцький, Васильківський, Вищедубечанський, Володарський (кол. Білоцерківського округу), Володарський (кол. Волинського округу), Гельмязівський, Глухівський, Городницький, Городнянський, Димерський, Дмитріївський, Добрянський, Драбівський, Ємільчинський, Жашківський, Звенигородський, Златопільський, Золотоніський, Іваницький, Іванківський, Ічнянський, Кагарлицький, Кам’янський, Канівський, Козелецький, Конотопський, Коропський, Коростенський, Коростишівський, Корсунський, Корюківський, Кролевецький, Лисянський, Лугинський, Макарівський, Малинський, Малодівицький, Мархліївський, Менський, Народицький, Ніжинський, Новгород-Сіверський, Новоград-Волинський, Носівський, Обухівський, Овруцький, Олевський, Олишівський, Остерський, Переяславський, Петровського Г.І., Понорницький, Попільнянський, Потіївський, Пулинський, Радомисльський, Ржищівський, Ріпківський, Розважівський, Рокитнянський, Ружинський, Семенівський, Середино-Будський, Сквирський, Словечанський, Смілянський, Сновський, Ставищенський, Тальнівський, Таращанський, Тетіївський, Троянівський, Фастівський, Хабнівський, Черкаський, Чернігівський, Чорнобаївський, Чорнобильський, Черняхівський, Чигиринський, Шосткинський, Шполянський, Яготинський та Ярунський) і 2 міськради (Київська та Житомирська), підпорядкованих безпосередньо області.
Адміністративно-територіальні кордони Київщини виходили далеко за межі теперішньої області. До Київської області входили райони сучасних Вінницької, Житомирської, Полтавської, Харківської, Черкаської та Чернігівської областей.
24 червня 1934 до Києва з Харкова перенесено столицю УСРР. У 1935—1937 роках на території області існували Коростенська округа і Новоград-Волинська округа. 1937 року, зі створенням Житомирської та Полтавської областей, зі складу Київської передано міста Коростень, Новоград-Волинський і 28 районів до Житомирської, а також 4 райони до Полтавської.
Київ, як найважливіше місто республіканського значення, мав приміську зону, і у складі області був створений Київський сільський район (від 1943 — Києво-Святошинський). 1939 року, зі створенням Кіровоградської області, до неї відійшло 5 районів. На 1939 до області входило 53 райони. Кількість районів надалі не раз змінювалася: 1941 їх було 53, 1946 — 53, 1954 — 35, 1960 — 31, 1963 — 13, 1965 — 19, від 1974 — 25.
1954 року, у зв'язку зі створенням Черкаської області, до неї відійшли 19 районів, а з Полтавської області було передано 2 райони.
21 березня 2023 року Київська обласна рада восьмого скликання визначила датою заснування Київщини як адміністративно-територіальної одиниці 842 рік. Рішення пов'язувало 842 рік як рік початку правління візантійського імператора Михаїла III, з чим також пов'язана перша згадка «Руської землі» у літописі. Це рішення дістало критику від Андрія Плахоніна, кандидата історичних наук, який сказав, що і дата згадки «Руської землі» містить помилку, і Київська область не тотожна Руській землі, а також низку інших зауважень.

## Адміністративно-територіальний устрій

### Загальна інформація
Адміністративний центр області — місто Київ.
У складі області:
- районів — 7[6];
- територіальних громад — 69, у тому числі:
  - міських — 24
  - селищних — 23
  - сільських — 22
- районів у містах — 2;
- населених пунктів — 1182, у тому числі:
  - міського типу — 56, у тому числі:
    - міст — 26, у тому числі:
      - міст обласного значення — 13;
      - міст районного значення — 13;

    - селищ міського типу — 30;

  - сільського типу — 1126, у тому числі:
    - сіл — 1121;
    - селищ — 5.

У системі місцевого самоврядування:
- районних рад — 7;
- міських рад — 24;
- селищних рад — 23;
- сільських рад — 22.

### Райони
| № | Назва           | Адм. центр     | Адм. устрій | Населення (на 01.01.2020) | Площа (км²) | Густота населення (ос./км²) |
| - | --------------- | -------------- | ----------- | ------------------------- | ----------- | --------------------------- |
| 1 | Білоцерківський | м. Біла Церква | Адм. устрій | 439 877                   | 6514,8      | 67,52                       |
| 2 | Бориспільський  | м. Бориспіль   | Адм. устрій | 203 653                   | 3873,2      | 52,58                       |
| 3 | Броварський     | м. Бровари     | Адм. устрій | 242 064                   | 2881,9      | 83,99                       |
| 4 | Бучанський      | м. Буча        | Адм. устрій | 352 254                   | 2558,3      | 137,69                      |
| 5 | Вишгородський   | м. Вишгород    | Адм. устрій | 131 080                   | 4337,0      | 30,22                       |
| 6 | Обухівський     | м. Обухів      | Адм. устрій | 229 518                   | 3639,1      | 63,07                       |
| 7 | Фастівський     | м. Фастів      | Адм. устрій | 182 598                   | 1761,2      | 103,68                      |

## Демографія
Більшу частину населення області становлять українці; живуть також євреї, поляки та інші.
Національний склад населення Київської області станом на 2001 рік:
| №  | Національність | Кількість осіб | %        |
| -- | -------------- | -------------- | -------- |
| 1  | Українці       | 1 684 803      | 92,52 %  |
| 2  | Росіяни        | 109 322        | 6,00 %   |
| 3  | Білоруси       | 8 698          | 0,48 %   |
| 4  | Поляки         | 2 846          | 0,16 %   |
| 5  | Вірмени        | 2 341          | 0,13 %   |
| 6  | Молдовани      | 1 515          | 0,08 %   |
| 7  | Євреї          | 1 270          | 0,07 %   |
| 8  | Азербайджанці  | 933            | 0,05 %   |
| 9  | Татари         | 902            | 0,05 %   |
| 10 | Цигани         | 833            | 0,05 %   |
| 11 | Інші           | 7 598          | 0,42 %   |
|    | Разом          | 1 821 061      | 100,00 % |

Середня густота населення — 63,01 осіб на 1 км² (2005). Найгустіше заселені центральні та південні райони області.

### Найбільші населені пункти
Міське населення становить 61,1 % (2010). Великі міста: Біла Церква, Бориспіль, Бровари, Ірпінь‚ Фастів, Як зазначено вище, м. Київ не входить до складу Київської області, тому у вищевказаних даних населення Києва не враховано.
| Біла Церква | ▬208,7 | Вишгород    | ▲32,4 |
| Бровари     | ▲109,5 | Переяслав   | ▼26,6 |
| Бориспіль   | ▲63,7  | Славутич    | ▼24,7 |
| Ірпінь      | ▲62.5  | Яготин      | ▼19,3 |
| Фастів      | ▼44,8  | Гостомель   | ▲17,5 |
| Вишневе     | ▲42,5  | Коцюбинське | ▲17,2 |
| Васильків   | ▼37,3  | Українка    | ▲16,3 |
| Буча        | ▲37,0  | Березань    | ▼16,2 |
| Боярка      | ▼35,3  | Богуслав    | ▼16,0 |
| Обухів      | ▲33,4  | Сквира      | ▼15,4 |

## Злочинність
Рівень злочинності за 2012 рік на 10 тис. населення складає 88,3 злочину, з них 40,2 тяжких та особливо тяжких.

## Господарство

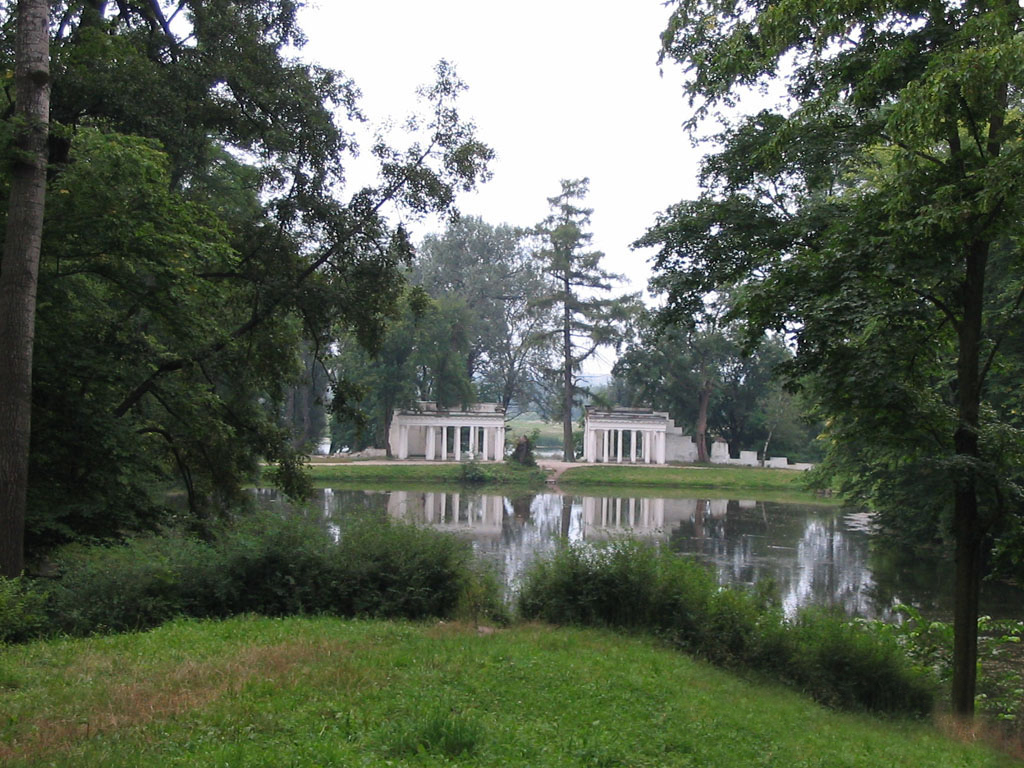
Дендропарк «Олександрія», Біла Церква

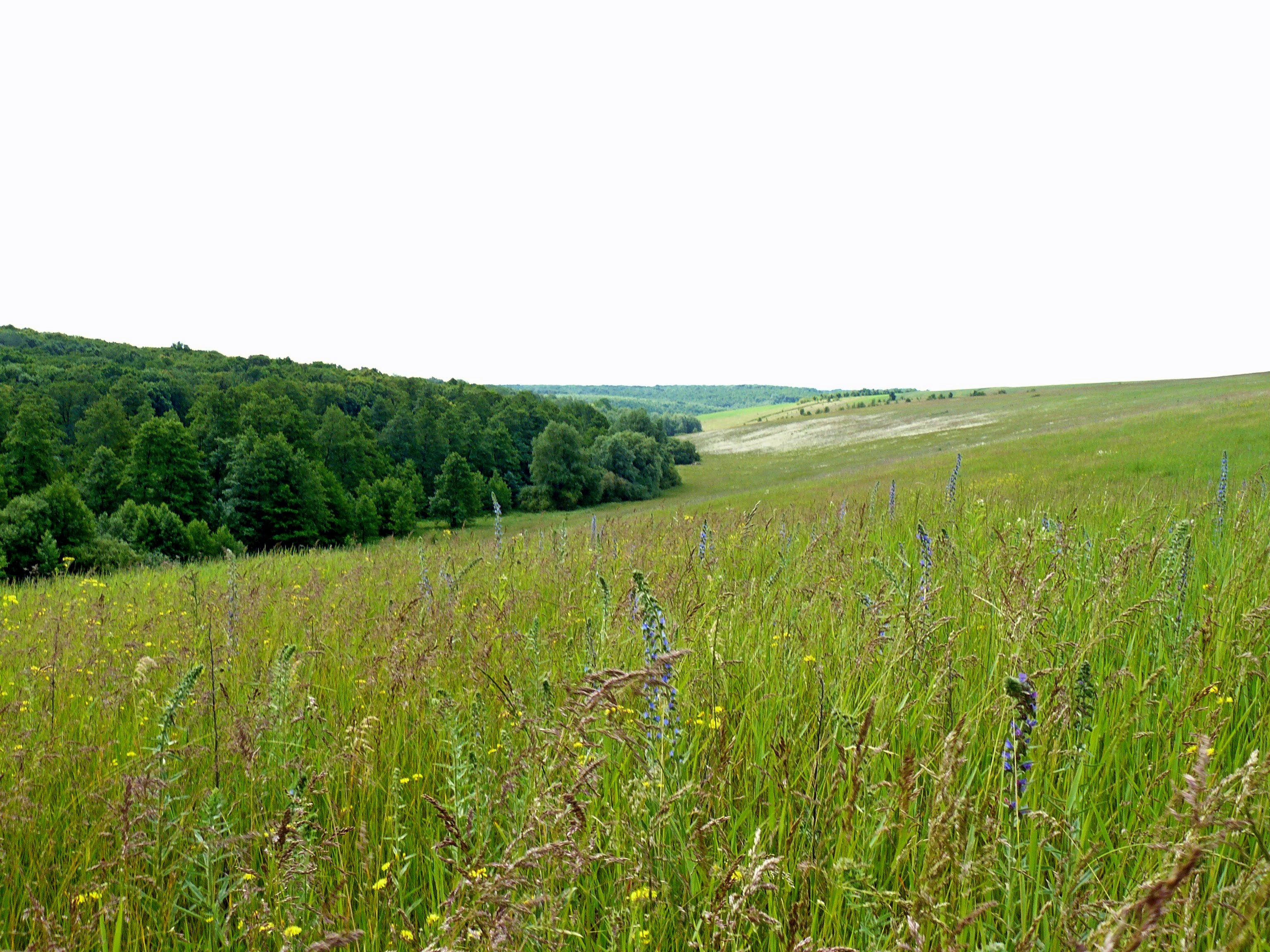
Лісостеп. Київська область

Економіка області — складний багатогалузевий комплекс, спеціалізація якого визначається переважним розвитком важкої індустрії у поєднанні з легкою і харчовою промисловістю і високоінтенсивним сільським господарством зерно-бурякового і м'ясо-молочного напрямів.

### Промисловість
Прискорено розвиваються галузі, які визначають науково-технічний прогрес (машинобудування і металообробка, у тому числі приладобудування, електронна, електроенергетика, порошкова металургія, хімія і нафтохімія), а також мікробіологічна і картонно-паперова область виробництва. На території області розташовані Трипільська ТЕС, Київська ГЕС, Київська ГАЕС. Підприємства машинобудівної і металообробної галузей випускають хімічне устаткування, машини для тваринництва і кормовиробництва, екскаватори, меліоративну техніку, технологічне устаткування для підприємств торгівлі, а також товари побутового призначення. В Пролісках, на східній околиці Києва, працює Бориспільський автобусний завод. Завод випускає 1700 автобусів в рік різноманітних модифікацій. Завод активно співпрацює з науково-дослідним інститутом автомобілебудування «Еталон».
Серед діяльних підприємств хімічної і нафтохімічної промисловості — Білоцерківське виробниче об'єднання шин і гумоазбестових виробів і завод гумотехнічних виробів, Броварський завод пластмас. Мікробіологічна промисловість представлена Трипільським біохімічним заводом. В Обухові картонно-паперовий комбінат. Підприємства харчової промисловості: цукрові (основні — в Яготині і смт Гребінки), молочні, маслоробні, спиртові, крохмальні, консервні заводи, м'ясо-птахокомбінати.
На території області — 21 комбікормовий завод. Легка промисловість об'єднує підприємства швейної, трикотажної шкіряної, льонообробної галузей (розташовані в містах Переяславі-Хмельницькому, Фастові, Сквирі, Білій Церкві, Броварах, Богуславі, Василькові та ін.). На базі місцевих мінерально-сировинних і лісових ресурсів розвинена будівельна і деревообробна промисловість: заводи залізобетонних виробів (Біла Церква, Бровари, Вишгород), цегляні, по обробці граніту (Буча), скляні, по виробництву санітарно-технічних виробів. Добування граніту поблизу Богуслава і Білої Церкви.
На території області сформувалися Київський і Білоцерківський промислові вузли. Спеціалізацію Білоцерківського вузла визначають хімічна і машинобудівна промисловість, доповнена харчовою промисловістю. Серед багатогалузевих промислових центрів області найбільші — Бровари, Фастів, Васильків, Бориспіль, які входять в Київський промисловий вузол.

### Агропромисловий комплекс (АПК)
У структурі АПК за валовою продукцією перше місце посідає тваринництво (54,7 %, 1985). В області 1771 тис. га під сільськогосподарськими угіддями. Площа зрошуваних земель — 122,3 тис. га, осушених — 176,8 тис. га. Найбільша зрошувальна система Бортницька. АПК області характеризується розвиненим високотоварним зерновим господарством (основна культура — озима пшениця), виробництвом технічних культур (цукровий буряк, льон-довгунець), картоплі, овочів.
Тваринництво спеціалізується на виробництві м'ясо-молочної продукції, яєць. В усіх районах області провідним є скотарство, крім того, в лісостеповій зоні значний розвиток одержали свинарство та птахівництво. Розвинені також кролівництво, бджолярство, рибне господарство.
У 2010 в області намолочено понад два мільйони тонн зерна. Середня урожайність склала 34 центнери з гектара.

### Транспорт
Розвинений залізничний транспорт. Експлуатаційна довжина залізниці — 1100 км (2008 р.). Через територію області проходять лінії: Київ — Львів, Київ — Дніпро — Донецьк тощо.
Електрифіковані приміські ділянки залізниці: Київ — Фастів — Козятин, Київ — Фастів — Миронівка, Київ — Тетерів, Київ — Ніжин, Київ — Яготин, Київ — Гребінка. Залізничні вузли: Київ, Фастів, Миронівка.
Довжина автомобільних доріг — 7760 км, у тому числі з твердим покриттям — 7489 км. Найважливіші автомобільні дороги: Київ — Одеса, Київ — Харків, Київ — Чернігів, Київ — Ковель, Київ — Житомир.
Судноплавство по Дніпру, Десні, Прип'яті.
У Києві — аеропорт Київ (колишній Жуляни). Військові аеродроми у Білій Церкві та Ірпені. Газопроводи: Уренгой — Помари — Ужгород, Шебелинка — Полтава — Київ.

## Економіка
Валовий регіональний продукт Київської області на 2016 рік склав 128 638 млн грн.
| N | показник                           | одиниці                   | станом на 2006 р. |
| - | ---------------------------------- | ------------------------- | ----------------- |
| 1 | Експорт товарів                    | млн доларів США           | 581,5             |
| 2 | Питома вага в загальноукраїнському | %                         | 1,5               |
| 3 | Імпорт товарів                     | млн доларів США           | 1950,6            |
| 4 | Питома вага в загальноукраїнському | %                         | 4,3               |
| 5 | Сальдо експорт-імпорт              | млн доларів США           | −1369,1           |
| 6 | Капітальні інвестиції              | млн гривень               | 8038,3            |
| 7 | Середня зарплата                   | грн (на 01.01.07)         | 1117              |
| 8 | Середня зарплата                   | доларів США (на 01.01.07) | 221,2             |

Відповідно матеріалів Комітету статистики України [Архівовано 23 Січня 2013 у Wayback Machine.]

## Особистості
- Білорус Олег Григорович (нар. 14 жовтня 1939, село Червоне, Фастівський район) — український політик та дипломат.
- Бжеська Валентина Юхимівна (1896, Біла Церква — 13 січня 1977, Київ) — українська акторка.
- Борозенко-Конончук Олександр (8 липня 1891 — 29 січня 1918) учасник бою під Крутами.
- Бронште́йн Дави́д Іо́нович (19 лютого 1924, Біла Церква, Україна — 5 грудня 2006, Мінськ, Білорусь) — шахіст, гросмейстер (з 1950).
- Вовченко Іван Антонович
- Ганкевич Микола Георгійович (?, с. Юзефівка, Васильківський повіт, Київська губернія — 29 січня 1918, станція Крути) — учасник бою під Крутами.
- Горчинський Анатолій Аркадійович (22 липня 1924, Фастів — 6 січня 2007) — український композитор, співак (баритон), режисер.
- Гребенко Федір (с. Лісовичі 1887—1919) — керівник Таращанського повстання.
- Драч Іван Федорович (нар. 17 жовтня 1936, Теліжинці, Тетіївський район) — український поет, перекладач, кіносценарист, драматург, державний і громадський діяч.
- Заболотний Володимир Гнатович (13 серпня 1898 —  3 серпня 1962) — український архітектор.
- Зленко Анатолій Максимович (2 червня 1938, Ставище) — перший Міністр закордонних справ України (1990—1994, 2000—2003).
- Клепатський (Клепацький) Павло Григорович (12 січня 1885 — після 1938) — історик, педагог, член Української Центральної Ради.
- Козловський Іван Семенович (24 березня 1900, Мар'янівка (Васильківський район) — 21 грудня 1993, Москва) — видатний український оперний і камерний співак (тенор).
- Комісаренко Василь Павлович (14 січня 1907, Черняхів — 7 квітня 1993, Київ) — український ендокринолог та патофізіолог, академік АМН України та академік НАН України.
- Короленко Йосип Федосійович (1902—1978) — військовий діяч (1944 р.), генерал-майор артилерії.
- Левченко Яків Прокопович — секретар Української Центральної Ради
- Костенко Ліна Василівна (нар. 19 березня 1930, Ржищів) — українська письменниця-шістдесятниця, поетеса.
- Іван Мазепа (20 березня 1639 — 21 вересня 1709) — український військовий, політичний і державний діяч.
- Мороз Олександр Олександрович (нар. 29 лютого 1944 в селі Буда, Таращанський район) — український політик та громадський діяч, Голова Верховної Ради України у 1994–1998 та 2006–2007.
- Педченко Григорій Миколайович (*3 січня 1955, Дорогинка) — український військовий та громадський діяч, генерал-полковник (серпень 2010).
- Полозун Ігор Юрійович (нар. 29 лютого 1985 в м. Києві — Голова Бучанської районної державної адміністрації.
- Попович Павло Романович (5 жовтня 1930, Узин — 29 вересня 2009, Гурзуф, Крим) — радянський льотчик-космонавт № 4, перший космонавт-українець.
- Тетеря Павло (Моржковський, Мошковський)[12] (1620–1670) — український військовий, політичний і державний діяч.
- Самойленко Григорій Васильович(1 травня 1935, село Нові Петрівці Вишгородського району Київської області) — український філолог і літературознавець, заслужений діяч науки і техніки України, доктор філологічних наук (1988), професор (1989).
- Сидоренко Петро Іванович (1907—1985) — генерал-лейтенант артилерії, Герой Радянського Союзу.
- Сердюк Олександр Іванович (1900—1988) — український актор театру та кіно, Народний артист СРСР (1951 р.).
- Сом Микола Данилович (5 січня 1935, с. Требухів, Броварський район, Київська область — 27 березня 2013, Київ) — український поет-шістдесятник, публіцист, учитель. Член Спілки письменників України, Відмінник освіти України, Заслужений діяч мистецтв України.
- Сулима Іван (? — 12 грудня 1635) — гетьман нереєстрових запорозьких козаків.
- Улашин Генрик (пол. Henryk Ułaszyn; с. Лихачиха 1874—1956) — польський мовознавець-славіст.
- Феодосій Печерський (1009 ? — 3 травня 1074) — святий Православної церкви, преподобний.
- Шевченко Андрій Миколайович (нар. 29 вересня 1976, с. Двірківщина, Яготинський район) — український футболіст.
- Шовкошитний Володимир Федорович (* 16 липня 1956, с. Світанок, Переяслав-Хмельницький район)  — український поет, прозаїк, публіцист.
- Шолом-Алейхем (їд. שלום־עליכם, у перекладі — мир вам, справжнє прізвище, ім'я та по батькові — Рабинович Шолом Нохумович; 2 березня (18 лютого за ст. ст.) 1859 — 13 травня 1916) — український, єврейський письменник.

## Засоби масової інформації

### Телебачення

#### Регіональні
- Суспільне Київ

#### Місцеві
- Київ 24 News (Київ)
- Крокус TV (Біла Церква)
- Еспресо Біла Церква (Біла Церква)
- Авіс (Макарів)
- Погляд Київщина (Буча)
- Альта (Переяслав)
- ТРС (Миронівка)

### Радіостанції

#### Регіональні
- Українське радіо. Київ

#### Місцеві
- Радіо Поліс (Яготин)
- Радіо-Макарів (Макарів)
- Бліц FM (Біла Церква)
- Бориспіль FM (Бориспіль)
- Богуслав FM (Богуслав)
- Київ FM (Київ)
- Стояночка FM (Володарка)
- Європа Плюс (Київ)

## Пам'ятки історії та культури
На території Київської області розташовано: 2968 пам'яток археології (з них 18 національного значення), 2573 пам'ятки історії (з них 3 національного значення), 208 пам'яток архітектури та містобудування (з них 91 національного значення), 257 пам'яток монументального мистецтва. 8 населених місць Київської області увійшли до Списку історичних населених місць України, затвердженого Постановою Кабінету Міністрів України від 26.07.2001 р. за № 878. До цього переліку входять: Біла Церква, Богуслав, Васильків, Вишгород, Переяслав, Ржищів, Фастів, Яготин.
На Київщині існував специфічний народний іконописний стиль, сформований під впливом іконописної традиції Києво-Печерської лаври. Святі зображалися на темно-пурпурному або чорному тлі в одязі темних тонів із темно-синіми, темно-зеленими або навіть чорними німбами, окресленими тонким пунктирним білим контуром. Колекція домашніх ікон Київщини є частиною експозиції Музею української ікони.

## Пам'ятники та меморіальні знаки
- Пам'ятний знак воїнам Армії УНР (Богуслав)

20 листопада 2010 року за підтримки благодійної ініціативи «Героїка» у Богуславі урочисто відкрили пам'ятний знак козакам Армії УНР: Білецькому Іванові Омельковичу та Бондаренку Оверкові Ісаковичу. Сталося це на подвір'ї Свято-Миколаївського чоловічого монастиря Української Православної Церкви Київського Патріархату. Обидва воїни взяли участь в Другому зимовому поході Армії УНР тилами більшовиків у 1921 році. Потрапивши у полон до ворога під Малими Миньками, Бондаренко та Білецький були страчені червоними під селом Базар Житомирської обл. 23 листопада 1921 року.

## Область в нумізматиці
|                                                                    |  |  |
| Ювілейна монета НБУ номіналом 5 грн., присвячена Київській області |  |  |

25 липня 2017 року Національним банком України введена в обіг ювілейна монета номіналом 5 гривень, присвячена області.

## Відзнаки
26 лютого 1958 року Указом Президії Верховної Ради СРСР

«За успіхи, досягнуті в справі збільшення виробництва і заготівель зерна, молока, яєць, цукрових буряків, льону-довгунця та інших сільськогосподарських продуктів»

Область нагороджена орденом Леніна.

## Співпраця
Нижня Австрія, Австрія